# Aiouea acarodomatifera
Aiouea acarodomatifera là một loài thực vật thuộc họ Lauraceae. Đây là loài đặc hữu của Brasil.